# Avenida Luis María Campos
La avenida Luis María Campos es una de las principales avenidas del barrio de Palermo de la ciudad de Buenos Aires, Argentina.

## Toponimia
Recibe su nombre en homenaje a Luis María Campos quien fue un militar argentino, con el cargo de Teniente general, yerno de Justo José de Urquiza

## Recorrido

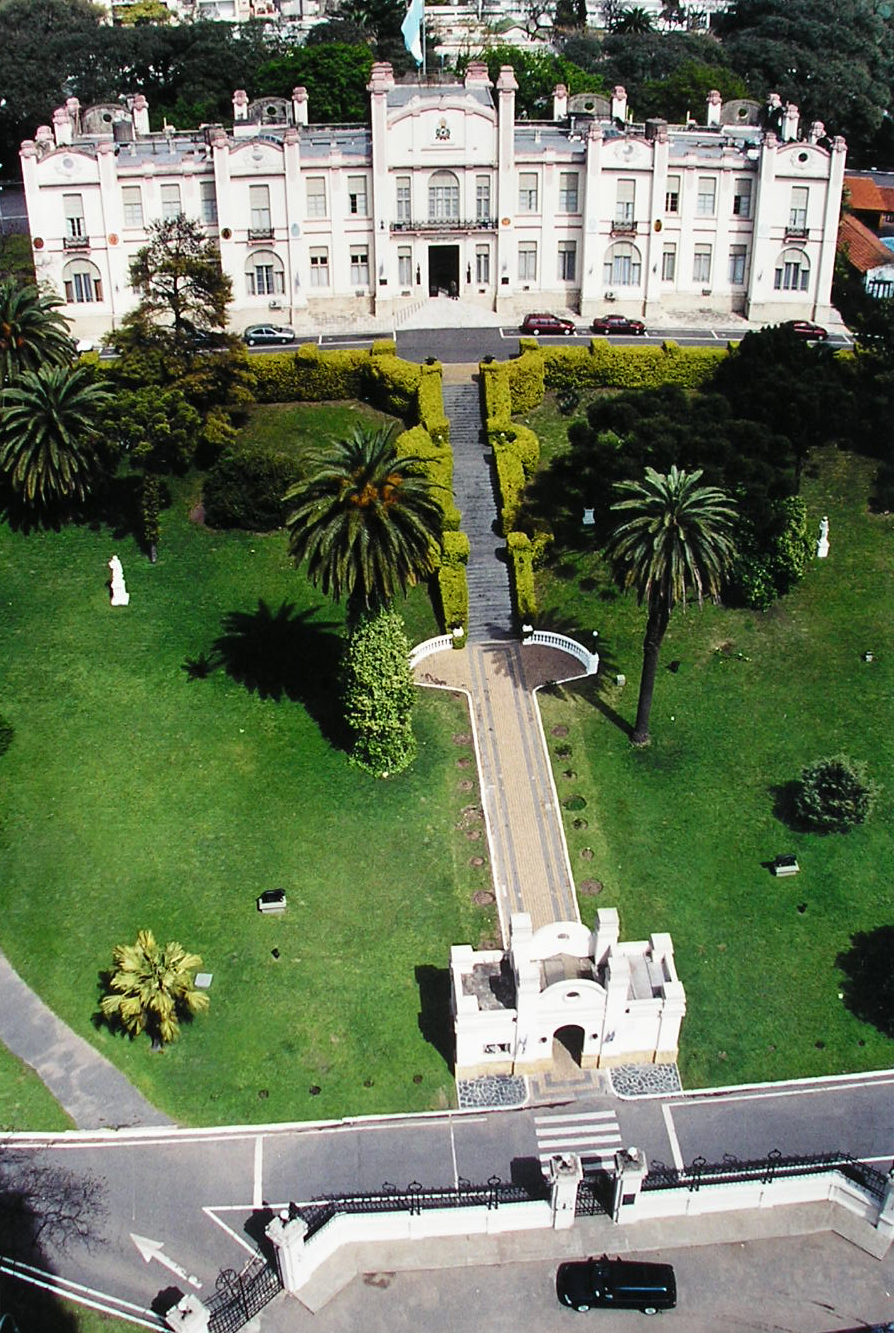
Regimiento de Granaderos a Caballo.

Su trazado, de Sudeste a Noroeste, comienza en la Avenida Santa Fe 4899, muy próxima a la zona denominada como Pacífico en el barrio de Palermo y se interna en él, recorriendo una buena parte de este. Recorre los barrios no oficiales de Las Cañitas y La Imprenta, siendo con la del Libertador las dos principales avenidas de estos barrios de alto nivel económico.
La avenida rompe con la cuadrícula de la zona, ya que sigue la traza de una antigua senda rural que existía antes de la urbanización del área. Por eso, Luis María Campos corre paralela y contigua a la barranca que marca el nivel al cual llegaba antiguamente el Río de la Plata, antes de que se extendiera la ciudad hacia el este mediante rellenos para ganar tierras al río. De todas formas, la mayoría de los edificios de departamentos construidos sobre la pendiente de la barranca se encargaron de eliminar la topografía natural, y en la actualidad la caída solo se percibe bajando las calles que atraviesan la avenida.
Los hitos más importantes en cuanto a la edificación que posee esta avenida son:
- El edificio del Regimiento de Granaderos a Caballos «General San Martín», que se inició en 1907 y se concluyó totalmente en 1920.
- El Hospital General Militar, aprovechando los desniveles de la barranca, que se terminó a fines de la década de 1930.

Al final del recorrido desemboca en la calle José Hernández 1602, junto a las intersecciones de las avenidas del Libertador y Virrey Vértiz; próximo al Túnel de Libertador.

## Historia

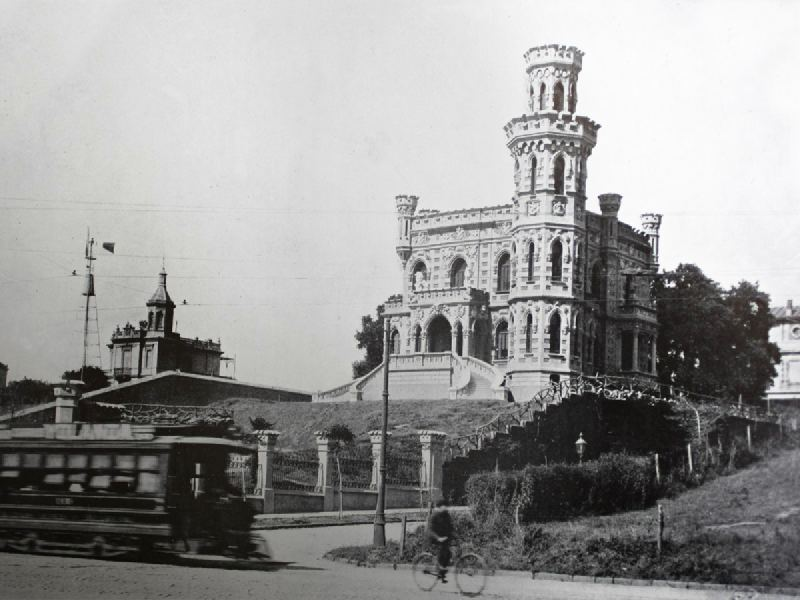
El legendario Castillo de los Leones. (ca. 1910).

En 1580 Juan de Garay estableció los límites urbanos de la Ciudad de Buenos Aires: al Este la barranca del Río de la Plata (Av. Paseo Colon - Av. Alem), al oeste las actuales calles Salta y Libertad, al Sur la actual Avenida Independencia y al norte la calle Viamonte. Garay también repartió las tierras más allá del ejido tanto al norte como al sur del nuevo centro urbano. Hacia el sur el reparto abarcó desde el Riachuelo hasta la zona de Ensenada y Magdalena, mientras que hacia el norte, la distribución comenzó desde la actual Plaza San Martín (Retiro) hasta lo que es hoy el Partido de San Fernando. Entre cada chacra (de una legua de largo) debía correr un camino, así como también por su frente y fondo. Hacia el norte, el camino del fondo lo constituían las actuales avenidas Constituyentes y Fondo de la Legua, mientras que el camino del frente, denominado "Camino de Santa Fe" o "Camino del Bajo" lo conformaban sucesivamente las actuales avenidas Libertador, Las Heras, Santa Fe, Luis María Campos y nuevamente Libertador, siempre discurriendo al pie de la barranca, elevándose sobre esta después de pasar el Partido de Vicente López. 
Sin embargo, como el "Camino del Bajo" no era muy bueno y el del "Fondo de la Legua" estaba muy lejos de la costa, los Carreteros y jinetes hicieron un atajo conocido con diversos nombres: “Camino del Tejar”, “Camino de las Lomas” o “Camino del Medio”. Dicho camino ocupaba las actuales avenidas Santa Fe, Cabildo, La Pampa, Balbín y Bartolomé Mitre. Posteriormente, el Virreinato decide trazar el "Camino del Norte" o "Nuevo Camino del Alto", como una continuación de la calle Santa Fe hacia San Fernando conformando lo que actualmente son las Avenidas Santa Fe, Cabildo, Maipú y Centenario. Sin embargo, tardará muchos años en generarse este nuevo camino ya que tras la fundación del pueblo de Belgrano (1855), la actual avenida Cabildo se perdía unos cientos de metros más allá del ejido urbano.
Por lo tanto, la historia de la Avenida Luis María Campos se remonta a los tiempos coloniales, cuando la zona del actual barrio de Belgrano era rural, y la avenida era un camino de tierra que pasaba junto a los cañaverales, lo que le dio el nombre original de "Camino de las Cañitas", conectándose por aquel entonces con la actual Avenida del Libertador. También se siguió llamando popularmente con el nombre original de "Camino del Bajo", en contraste con la Avenida Cabildo, que era el "Camino del Alto".
A mediados del siglo XIX, comenzó a urbanizarse la zona, tomando el nombre de Manuel Belgrano, uno de los mayores próceres argentinos, y las familias tradicionales de Buenos Aires eligieron el lugar para instalar sus quintas de descanso.
El camino corría bajo la barranca marcada por el Río de la Plata, que separaba la zona del “alto”, donde estaba el pueblo, del “bajo”, inundable y anegadizo cuando subían las aguas, donde abundaban los cañaverales y la vegetación costera. Con los años el Camino de las Cañitas se transformó en la Avenida Gutenberg, convirtiéndose finalmente en la Avenida Luis María Campos a través de una ordenanza municipal del año 1914.
A fines del siglo XIX, con el tendido del Ferrocarril del Norte y el Ferrocarril Buenos Aires a Rosario, el pueblo de Belgrano ya transformado en barrio porteño a partir de la Federalización de la capital en 1880, estaba consolidado como barrio de casonas y palacetes de gran lujo y jardines arbolados, preferido por las familias de clase alta para sus fiestas y sus fines de semana. Las Barrancas de Belgrano eran un paseo público de gran belleza, y sobre la Avenida Campos se sucedían una serie de construcciones fastuosas que dominaban la barranca y lucían sus jardines sobre la pendiente que había dejado el río. Los tranvías comunicaban la zona con el centro de la ciudad y con Palermo y el Parque Tres de Febrero.
En 1909, utilizando la antigua quinta de Corvalán, se fundó en un terreno de la Avenida Campos el Club Belgrano, una institución que aún se mantiene en el mismo edificio de mediados del siglo XIX y es uno de los pocos que quedan de aquellos años. Otra mansión destacada era la Quinta Los Ombúes de Ernesto Tornquist, que ocupaba una manzana completa con su edificio ecléctico de toques medievales y sus jardines frondosos, y sería demolida en 1970 para construir la Embajada de Alemania. Por último, remataba la avenida junto a las Barrancas de Belgrano el llamado Castillo de los Leones, una curiosa construcción neorrenacentista con una torre almenada y rodeada de leyendas urbanas, que había pertenecido a la familia Lacroze y se mantuvo abandonada durante décadas, hasta su inevitable demolición.
A partir de la sanción de la Ley de Propiedad Horizontal (1948), la zona fue elegida por los inversores inmobiliarios para construir edificios de departamentos de alta categoría, aprovechando la generosidad de los terrenos de los antiguos palacetes, cuyas familias propietarias ahora estaban en decadencia. Con la ordenanza municipal de 1957 que permitió los edificio en torre, el auge inmobiliario se aceleró, y en pocas décadas la zona cambió completamente, desapareciendo casi la totalidad de las antiguas mansiones, reemplazadas por edificios residenciales.
A fines de la década de 2000, sobrevivían sobre la Avenida Campos solo dos casonas del 1900: la del Club Belgrano, y una residencia particular en el n.° 1126, la que será preservada y restaurada en su estilo original, y en cuyo terreno se construirá un nuevo edificio que arrancará a nueve metros de altura, y dejará libre el lateral norte, para permitir la visual desde la avenida.